# Samokształcenie
Samokształcenie – samouctwo; osiąganie wykształcenia poprzez działalność, której cele, treść, warunki i środki ustala sam podmiot.
W procesie samokształcenia jego cele dynamizują się; osiągnąwszy wyższy stopień świadomości, uczeń dokonuje często ich przewartościowania i doskonalenia. Samokształcenie osiąga optymalny poziom wtedy, gdy przekształca się w stałą potrzebę życiową człowieka oraz stanowi oparcie dla kształcenia ustawicznego. Proces samokształcenia rzadko występuje w postaci czystej: bywa powiązany z pracą w szkole, z kształceniem korespondencyjnym czy z wychowaniem równoległym.
Pojęcie samokształcenia jest związane z pojęciem samouctwa. Niektórzy pedagogowie utożsamiają te pojęcia, inni wiążą pojęcie samokształcenia ze zdobywaniem wykształcenia ogólnego (Antoni Bolesław Dobrowolski) lub z kształtowaniem własnej osobowości wg jakiegoś ideału (Władysław Okiński). Pojęcie samouctwa zaś – ze zdobywaniem wykształcenia zawodowego bądź z samodzielnym zdobywaniem wiedzy.